# USS Shiloh (CG-67)
USS Shiloh (CG-67) dvadesetprva je raketna krstarica klase Ticonderoga u službi američke ratne mornarice.

## Vanjske poveznice
- shiloh.navy.mil  Arhivirana inačica izvorne stranice od 29. lipnja 2009. (Wayback Machine)